# Campeonato da Europa de Atletismo de 2012 - 800 m masculino
A prova dos 800 metros masculino do Campeonato da Europa de Atletismo de 2012 foi disputada entre os dias 27 e 29 de junho de 2012 no Estádio Olímpico de Helsinque em Helsinque,  na Finlândia. 

## Recordes
Antes desta competição, os recordes mundiais e do campeonato nesta prova eram os seguintes:
|                       | Nome            | Nacionalidade     | Tempo    | Local   | Data                 |
| --------------------- | --------------- | ----------------- | -------- | ------- | -------------------- |
| Recorde mundial       | David Rudisha   | Quênia            | 1m41s01  | Rieti   | 29 de agosto de 2010 |
| Recorde do campeonato | Olaf Beyer      | Alemanha Oriental | 1m43s 84 | Praga   | 31 de agosto de 1978 |
| Recorde europeu       | Wilson Kipketer | Dinamarca         | 1m41s11  | Colônia | 24 de agosto de 1997 |

## Medalhistas
| Ouro                     | Prata              | Bronze                      |
| Yuriy Borzakovskiy (RUS) | Andreas Bube (DEN) | Pierre-Ambroise Bosse (FRA) |

## Cronograma
Todos os horários são locais (UTC+3).
| Data        | Hora  | Evento    |
| ----------- | ----- | --------- |
| 27 de junho | 15:10 | Bateria   |
| 28 de junho | 18:05 | Semifinal |
| 29 de junho | 19:40 | Final     |

## Resultados

### Bateria
Qualificação: 4 atletas de cada bateria  (Q) mais os  4 melhores qualificados (q). 
| Posição | Bateria | Raia | Atleta                | Nacionalidade        | Tempo   | Notas                |
| ------- | ------- | ---- | --------------------- | -------------------- | ------- | -------------------- |
| 1       | 1       | 1    | Gareth Warburton      | Grã-Bretanha         | 1:45.80 | Q                    |
| 2       | 1       | 6    | Andreas Bube          | Dinamarca            | 1:46.51 | Q                    |
| 3       | 1       | 5    | Zan Rudolf            | Eslovênia            | 1:46.98 | Q                    |
| 4       | 3       | 6    | Sören Ludolph         | Alemanha             | 1:47.10 | Q                    |
| 5       | 3       | 4    | Mukhtar Mohammed      | Grã-Bretanha         | 1:47.13 | Q                    |
| 6       | 1       | 2    | Ioan Zaizan           | Roménia              | 1:47.31 | Q,                   |
| 7       | 3       | 7    | Jozef Repčík          | Eslováquia           | 1:47.41 | Q                    |
| 8       | 3       | 5    | Luis Alberto Marco    | Espanha              | 1:47.42 | Q                    |
| 9       | 4       | 4    | Yuriy Borzakovskiy    | Rússia               | 1:47.48 | Q                    |
| 10      | 1       | 8    | Oleh Kayafa           | Ucrânia              | 1:47.56 | q                    |
| 11      | 4       | 8    | Antonio Manuel Reina  | Espanha              | 1:47.61 | Q                    |
| 12      | 3       | 8    | Jan Kubista           | Chéquia              | 1:47.66 | q                    |
| 13      | 1       | 4    | Thijmen Kupers        | Países Baixos        | 1:47.69 | q                    |
| 14      | 4       | 3    | Paul Renaudie         | França               | 1:47.74 | Q                    |
| 15      | 4       | 5    | Thomas Roth           | Noruega              | 1:47.78 | Q                    |
| 16      | 3       | 1    | Ihor Davydov          | Ucrânia              | 1:47.79 | q                    |
| 17      | 5       | 2    | Robert Lathouwers     | Países Baixos        | 1:48.00 | Q                    |
| 18      | 2       | 3    | Sebastian Keiner      | Alemanha             | 1:48.09 | Q                    |
| 19      | 4       | 6    | Johan Svensson        | Suécia               | 1:48.21 |                      |
| 20      | 2       | 1    | Pierre-Ambroise Bosse | França               | 1:48.23 | Q                    |
| 21      | 2       | 4    | Amel Tuka             | Bósnia e Herzegovina | 1:48.31 | Q,                   |
| 22      | 5       | 7    | Jan van den Broeck    | Bélgica              | 1:48.35 | Q                    |
| 23      | 5       | 3    | Hamid Oualich         | França               | 1:48.44 | Q                    |
| 24      | 5       | 5    | Kevin López           | Espanha              | 1:48.46 | Q                    |
| 25      | 2       | 5    | Jakub Holuša          | Chéquia              | 1:48.54 | Q                    |
| 26      | 2       | 2    | Dmitrijs Jurkevičs    | Letônia              | 1:48.59 | Recorde da temporada |
| 27      | 5       | 8    | Vitalij Kozlov        | Lituânia             | 1:48.61 |                      |
| 28      | 5       | 6    | Raphael Pallitsch     | Áustria              | 1:48.84 |                      |
| 29      | 3       | 3    | Johan Rogestedt       | Suécia               | 1:48.86 |                      |
| 30      | 4       | 7    | Péter Szemeti         | Hungria              | 1:49.13 |                      |
| 31      | 2       | 8    | Ådne Svahn Dæhlin     | Noruega              | 1:49.34 |                      |
| 32      | 5       | 4    | Andréas Dimitrákis    | Grécia               | 1:49.88 |                      |
| 33      | 3       | 2    | Tommy Granlund        | Finlândia            | 1:50.12 |                      |
| 34      | 2       | 6    | Andreas Rapatz        | Áustria              | 1:51.79 |                      |
| 35      | 1       | 7    | Charel Grethen        | Luxemburgo           | 1:53.22 |                      |
| 36      | 2       | 7    | Dustin Emrani         | Israel               | 1:58.69 |                      |
| 37      | 1       | 3    | Brice Etes            | Mónaco               | DNF     |                      |
| 37      | 4       | 2    | Szymon Krawczyk       | Polónia              | DSQ     |                      |

### Semifinal
Qualificação: 2 atletas de cada bateria  (Q) mais os  2 melhores qualificados (q). 
| Posição | Bateria | Raia | Atleta                | Nacionalidade        | Tempo   | Notas |
| ------- | ------- | ---- | --------------------- | -------------------- | ------- | ----- |
| 1       | 1       | 6    | Antonio Manuel Reina  | Espanha              | 1:46.49 | Q     |
| 2       | 1       | 1    | Jozef Repčík          | Eslováquia           | 1:46.62 | Q,    |
| 3       | 1       | 4    | Jakub Holuša          | Chéquia              | 1:46.63 | q     |
| 4       | 2       | 4    | Pierre-Ambroise Bosse | França               | 1:46.70 | Q     |
| 5       | 1       | 2    | Thomas Roth           | Noruega              | 1:46.88 | q,    |
| 6       | 1       | 7    | Sebastian Keiner      | Alemanha             | 1:46.91 |       |
| 7       | 2       | 3    | Yuriy Borzakovskiy    | Rússia               | 1:46.92 | Q     |
| 8       | 1       | 5    | Hamid Oualich         | França               | 1:47.14 |       |
| 9       | 1       | 8    | Ihor Davydov          | Ucrânia              | 1:47.22 |       |
| 10      | 2       | 6    | Kevin López           | Espanha              | 1:47.30 |       |
| 11      | 1       | 3    | Gareth Warburton      | Grã-Bretanha         | 1:47.37 |       |
| 12      | 2       | 8    | Zan Rudolf            | Eslovênia            | 1:47.41 |       |
| 13      | 2       | 5    | Sören Ludolph         | Alemanha             | 1:48.06 |       |
| 14      | 3       | 5    | Andreas Bube          | Dinamarca            | 1:48.48 | Q     |
| 15      | 3       | 6    | Robert Lathouwers     | Países Baixos        | 1:48.49 | Q     |
| 16      | 3       | 7    | Mukhtar Mohammed      | Grã-Bretanha         | 1:48.84 |       |
| 17      | 2       | 2    | Jan Kubista           | Chéquia              | 1:48.94 |       |
| 18      | 3       | 3    | Paul Renaudie         | França               | 1:48.97 |       |
| 19      | 3       | 4    | Luis Alberto Marco    | Espanha              | 1:49.06 |       |
| 20      | 2       | 1    | Oleh Kayafa           | Ucrânia              | 1:49.61 |       |
| 21      | 3       | 1    | Ioan Zaizan           | Roménia              | 1:49.91 |       |
| 22      | 2       | 7    | Thijmen Kupers        | Países Baixos        | 1:50.37 |       |
| 23      | 3       | 8    | Jan van den Broeck    | Bélgica              | 1:50.63 |       |
| 24      | 3       | 2    | Amel Tuka             | Bósnia e Herzegovina | 1:51.14 |       |

### Final
| Posição           | Raia | Atleta                | Nacionalidade | Tempo   | Notas |
| ----------------- | ---- | --------------------- | ------------- | ------- | ----- |
| Medalha de ouro   | 7    | Yuriy Borzakovskiy    | Rússia        | 1:48.61 |       |
| Medalha de prata  | 6    | Andreas Bube          | Dinamarca     | 1:48.69 |       |
| Medalha de bronze | 4    | Pierre-Ambroise Bosse | França        | 1:48.83 |       |
| 4                 | 5    | Antonio Manuel Reina  | Espanha       | 1:48.98 |       |
| 5                 | 8    | Jakub Holuša          | Chéquia       | 1:48.99 |       |
| 6                 | 3    | Robert Lathouwers     | Países Baixos | 1:49.22 |       |
| 7                 | 1    | Jozef Repčík          | Eslováquia    | 1:49.42 |       |
| 8                 | 2    | Thomas Roth           | Noruega       | 1:49.54 |       |

Legenda
| Recorde mundial       | Recorde mundial (World record)               |                       | Recorde africano                      | Recorde africano (African) |                                           | Q | Classificado por posição (Qualified) |
| Recorde do campeonato | Recorde do campeonato (Championship record)  | Recorde da América    | Recorde da América (Americas)         | q                          | Classificado por melhor tempo (Qualified) |   |                                      |
| Melhor marca do ano   | Melhor marca do ano (World leading)          | Recorde asiático      | Recorde asiático (Asian)              | DNS                        | Não largou (Did not start)                |   |                                      |
| Recorde nacional      | Recorde nacional (National record)           | Recorde europeu       | Recorde europeu (European)            | DNF                        | Não terminou (Did not finish)             |   |                                      |
| Recorde pessoal       | Recorde pessoal do atleta (Personal best)    | Recorde da Oceania    | Recorde da Oceania (Oceania)          | DSQ / DQ                   | Desclassificado (Disqualified)            |   |                                      |
| Recorde da temporada  | Recorde da temporada do atleta (Season best) | Recorde sul-americano | Recorde sul-americano (South America) | NM                         | Sem marca (No mark)                       |   |                                      |